# انتخابات الرئاسة الأرجنتينية 1880
انتخابات الرئاسة الأرجنتينية 1880 هي انتخابات رئاسية جرت في 1880، في الأرجنتين.
فاز بالانتخابات خوليو روكا الأرجنتيني.